# Comuna Remetea Mare, Timiș
Remetea Mare este o comună în județul Timiș, Banat, România, formată din satele Ianova și Remetea Mare (reședința). Se situează în Câmpia Timișului, pe Canalul Bega.

## Istorie
Prima atestare documentară a Remetei Mari datează din 1333, însă cel mai probabil vechimea satului este mai mare, pe teritoriul său fiind descoperite urme de locuire timpurie. Satul s-a numit Remetea Timișană, nume alternativ folosit până în prezent. În Evul Mediu, aici ar fi existat cetatea Sasvar, amintită în documentele de dijmă papale din 1333 și care ar fi avut rol de apărare pentru cetatea Timișoara. Alte detalii despre această așezare nu se cunosc, însă în denumirea populară s-a păstrat numele unui loc cunoscut drept „Șușioara”.
În perioada ocupației turcești a Banatului, nu se cunosc informații despre așezare. Abia pe harta lui Mercy de la 1723 apare numele Remeta care desemnează domeniile de aici, din care unul aparține familiei Ambrozy. De numele acestei familii se leagă istoria modernă a localității. Inițial ei au vândut moșia altor proprietari, dar apoi au recuperat-o, iar la 1720 baronul Ludovic Ambrozy a construit un conac (castel) care s-a păstrat și azi. La 1848 acest conac a servit drept spital de campanie.
Deși aflat în imediata apropiere a Timișoarei, pe drumul care lega capitala Banatului de Lugoj, Remetea Mare a fost locuită preponderent de români, deși au existat și locuitori de alte naționalități, mai ales germani și maghiari. În 1911 românii și-au construit biserica ortodoxă nouă.
În perioada interbelică era arondată plasei Chișoda, județul Timiș-Torontal, avea casă națională, cor, societate culturală și societatea „Sf. Gheorghe”.

## Politică
Comuna Remetea Mare este administrată de un primar și un consiliu local compus din 13 consilieri. Primarul, Cosmin Chira[*], de la Partidul Social Democrat, este în funcție din 1 noiembrie 2024. Începând cu alegerile locale din 2024, consiliul local are următoarea componență pe partide politice:
|  | Partid                          | Consilieri | Componența Consiliului | Componența Consiliului | Componența Consiliului | Componența Consiliului | Componența Consiliului | Componența Consiliului | Componența Consiliului |
|  | ------------------------------- | ---------- | ---------------------- | ---------------------- | ---------------------- | ---------------------- | ---------------------- | ---------------------- | ---------------------- |
|  | Partidul Social Democrat        | 7          |                        |                        |                        |                        |                        |                        |                        |
|  | Forța Dreptei                   | 2          |                        |                        |                        |                        |                        |                        |                        |
|  | Partidul Mișcarea Populară      | 2          |                        |                        |                        |                        |                        |                        |                        |
|  | Partidul Național Liberal       | 1          |                        |                        |                        |                        |                        |                        |                        |
|  | Alianța pentru Unirea Românilor | 1          |                        |                        |                        |                        |                        |                        |                        |

Primarul comunei, GOLUBOV ILIE, face parte din PNTCD iar viceprimarul din PNG. Consiliul Local este constituit din 11 consilieri, împărțiți astfel:
|  | Partid                                      | Consilieri | Componența Consiliului | Componența Consiliului | Componența Consiliului |
|  | ------------------------------------------- | ---------- | ---------------------- | ---------------------- | ---------------------- |
|  | Partidul Democrat-Liberal                   | 3          |                        |                        |                        |
|  | Partidul Social Democrat                    | 3          |                        |                        |                        |
|  | Partidul Noua Generație                     | 1          |                        |                        |                        |
|  | Partidul România Mare                       | 1          |                        |                        |                        |
|  | Partidul Național Liberal                   | 1          |                        |                        |                        |
|  | Partidul Național Țărănesc Creștin Democrat | 2          |                        |                        |                        |

## Obiective turistice
- Parcul dendrologic Bazoșu Nou.
- Lacul de acumulare Ianova
- Lunca Timișului (sit de importanță comunitară inclus în rețeaua europeană Natura 2000 în România)

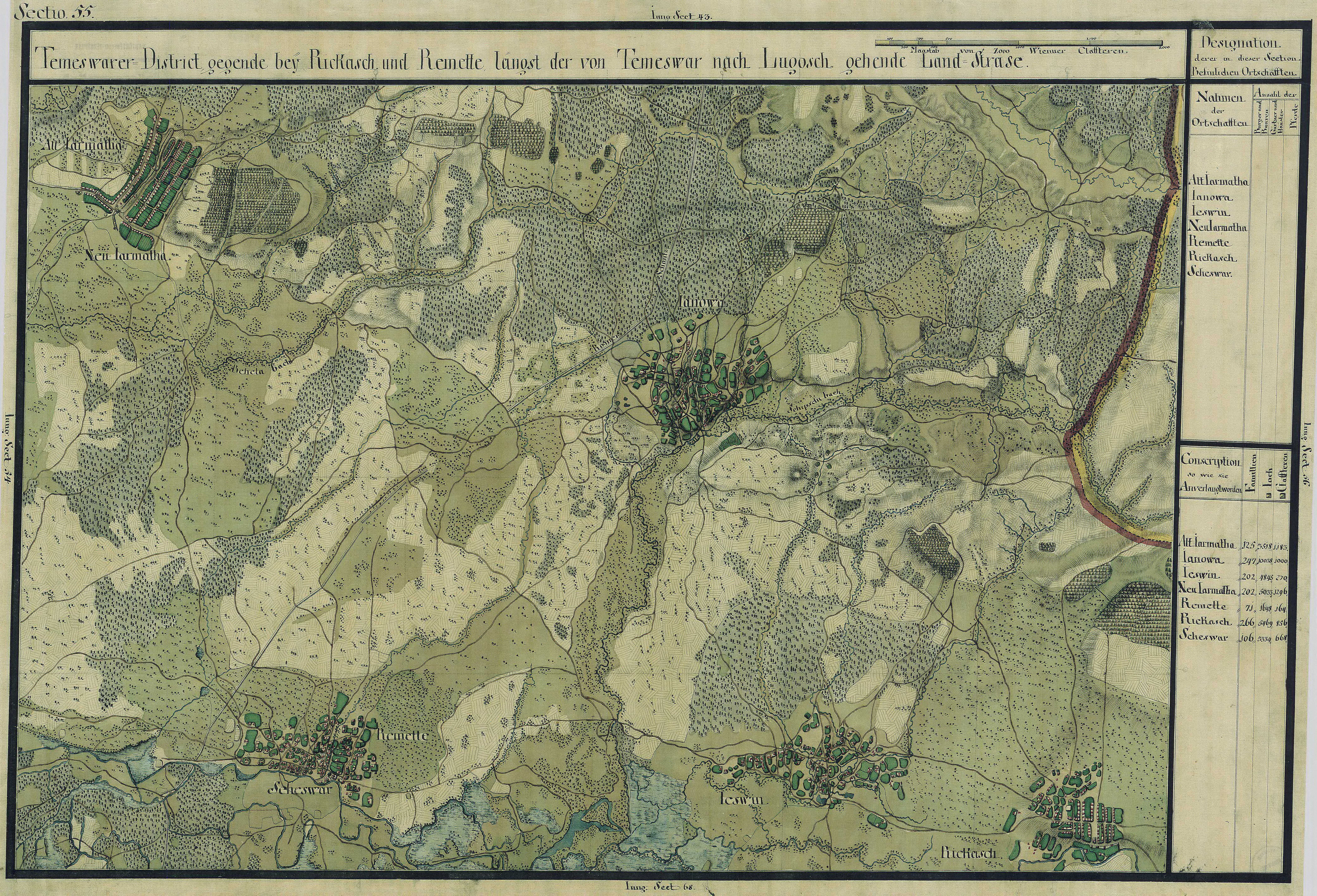
Remetea Mare în Harta Iosefină a Banatului, 1769-72

## Demografie
Componența etnică a comunei Remetea Mare
     Români (87,55%)
     Maghiari (1,62%)
     Alte etnii (1,13%)
     Necunoscută (9,7%)
Componența confesională a comunei Remetea Mare
     Ortodocși (78,4%)
     Penticostali (5,02%)
     Romano-catolici (3,34%)
     Alte religii (2,58%)
     Necunoscută (10,66%)
Conform recensământului efectuat în 2021, populația comunei Remetea Mare se ridică la 2.908 locuitori, în creștere față de recensământul anterior din 2011, când fuseseră înregistrați 2.302 locuitori. Majoritatea locuitorilor sunt români (87,55%), cu o minoritate de maghiari (1,62%), iar pentru 9,7% nu se cunoaște apartenența etnică. Din punct de vedere confesional, majoritatea locuitorilor sunt ortodocși (78,4%), cu minorități de penticostali (5,02%) și romano-catolici (3,34%), iar pentru 10,66% nu se cunoaște apartenența confesională.

## Personalități
- Ștefan Vulpe (1888 - ?), deputat în Marea Adunare Națională de la Alba Iulia din 1918;
- Mihai Șora (1916 - 2023), filozof, eseist;
- Ioan Florea (1940 - 2005), pictor;
- Marcel Luca (1946 - 2013), scriitor.